# Aeroporto de Marechal Thaumaturgo
O Aeroporto de Marechal Thaumaturgo (IATA: ***, ICAO: SSPV) é um aeroporto localizado no município de Marechal Taumaturgo , no estado do Acre.

## Reforma
É um dos 4 aeroportos do estado do Acre incluídos no PDAR – Plano de Desenvolvimento da Aviação Regional, do Governo Federal, criado em 2012.